# Ball joint doll

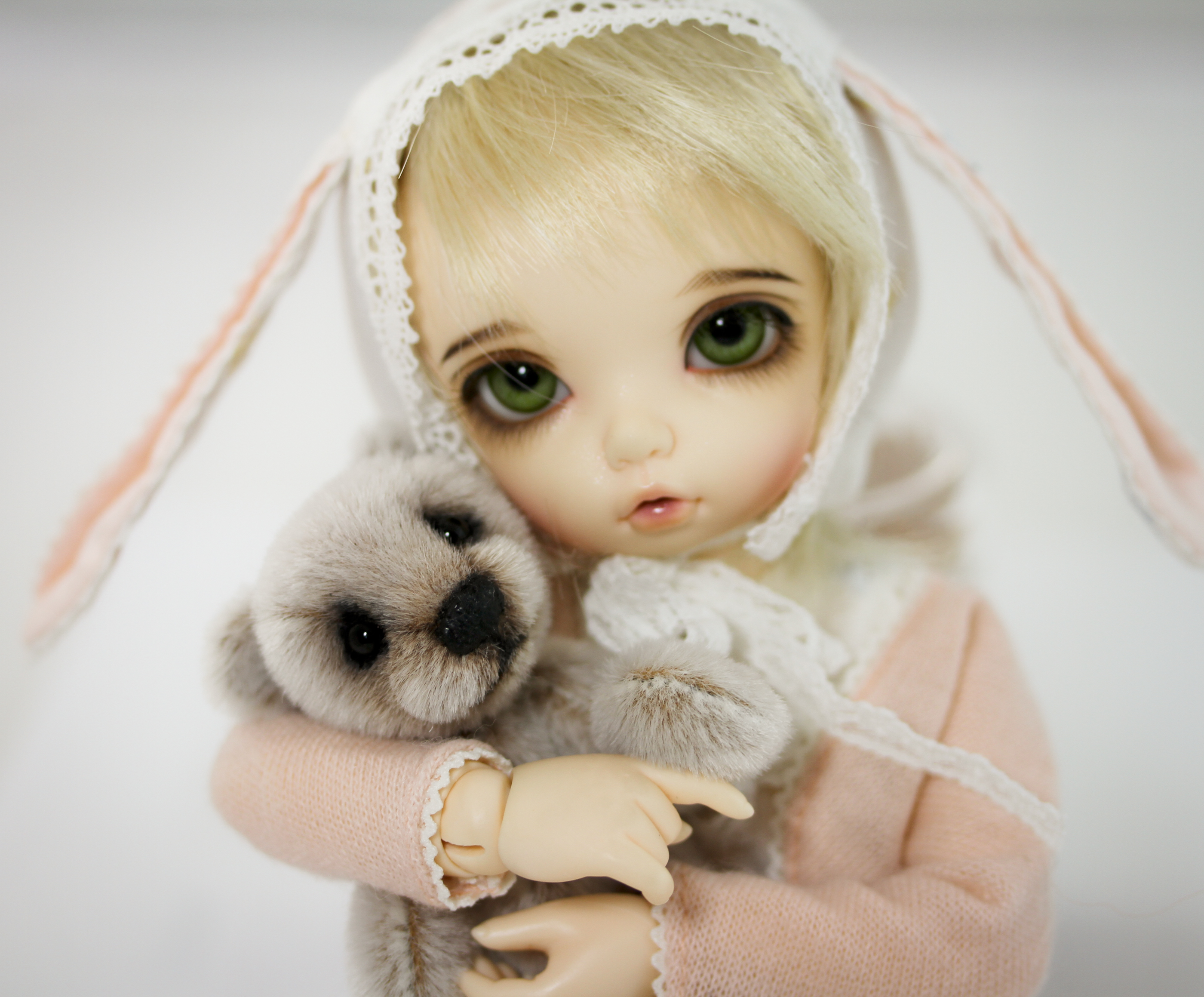
Ball Jointed Doll modelo Bisou de la casa Fairyland.

BJD son las siglas de Ball Jointed Doll (muñecas articuladas de bolas). En la actualidad cuando se refiere a las muñecas modernas, y particularmente cuando se usan las siglas BJD o ABJD, se hace referencia a muñecas articuladas asiáticas (ejemplos: De Japón, Volks | De Corea del Sur, LUTS). Popularmente se las conocen con algunos nombres erróneos como Dollfie o Super Dollfie, nombres derivados de las primeras muñecas de este estilo que salieron a la venta y que pertenecen a Volks.
Las características principales de las BJD son sus articulaciones y su material. Están hechas de resina poliuretana sintética y también constan de un sistema de cuerdas interno y ganchos metálicos que mantienen las cuerdas en tensión. Algunas muñecas también tienen imanes, ya sea para cambiarles las manos más fácilmente o para añadir partes opcionales (como cola u orejas de animal, cuernos, entre otros). 
La gran mayoría se producen en Japón, Corea del Sur y China. Sin embargo hoy en día hay muchos artistas independientes en muchos otros países, siendo España uno de ellos también. El mercado moderno de las BJD empezó con la línea de Volks de Super Dollfie en 1999.
Normalmente tienen un tamaño que varía entre los 15cm y los 70cm, aunque existen muñecas articuladas más pequeñas y también más grandes. Por ejemplo, los modelos de Pukipuki y Realpuki de la compañía Fairyland miden unos 11cm; los modelos de Lusion Doll en Dollmore miden 80cm. Tradicionalmente los tamaños más estandarizados son el 1/3 (unos 60-65cm), el 1/4 (40cm) y el 1/6 (25-30cm).
Las BJD están pensadas para colectores adultos ya que son muñecas más delicadas que requieren de más cuidado en su uso y mantenimiento. Están pensadas para que sean totalmente customizables al gusto pudiendo cambiar peluca, ojos, maquillaje e indumentaria tanto como se desee. También permiten modificaciones más serias gracias a la utilización de lijas en la resina y al uso de epoxy (se pueden cambiar rasgos de los moldes, cuerpos...).
Alrededor de estas muñecas existe un mundo de aficionados que ha ido creciendo por todo el mundo durante los últimos 10 años. Una de las facetas más destacables del mundo BJD es su vertiente artística que abarca desde la pintura (maquillajes para las caras, sombreados de los cuerpos. Incluso existen artistas de renombre y con fama), las modificaciones (o la creación propia de muñecas), la fotografía o la costura.
Aunque las BJD nacen en Japón y se expanden a lo largo de Corea y China, cuentan con una importante base de clientes principalmente en EE. UU. y Europa, contando en España con más de 3000 aficionados.

## Terminología
La terminología más usada para referirse a este tipo de muñeca es BJD, Ball Jointed Doll y muñeca articulada. Entre la gente que participa en el hobby también se las llama simplemente muñeca. ABJD hace referencia a muñecas de casas o compañías asiáticas, por lo que su uso hoy en día se limita a muñecas de esa procedencia y no a muñecas de autores de otras partes del mundo. Muñecas de autor son aquellas que generalmente están creadas por artistas individuales que trabajan por cuenta propia, por lo que son autónomos. 
Cada casa, empresa o compañía tiene su terminología relacionada con los diferentes tamaños y moldes que ofrece. La más conocida es la terminología de Volks para referirse a tamaños, SD (muñecas de tamaño 1/3), MSD (muñecas de tamaño 1/4) y YO-SD (muñecas de tamaño 1/6). Durante mucho tiempo, e incluso hoy en día, muchas personas usan esta terminología para referirse a los tamaños de las muñecas así como de sus accesorios y complementos. Sin embargo recientemente, y cada vez más, se rechaza el uso de esta terminología para referirse a los tamaños de las muñecas ya que como se ha mencionado antes es la creada por Volks, sin embargo todavía se usa bastante en el campo de tamaños referentes a ropa, accesorios y complementos, aunque esta tendencia también va poco a poco cambiando.

## Historia

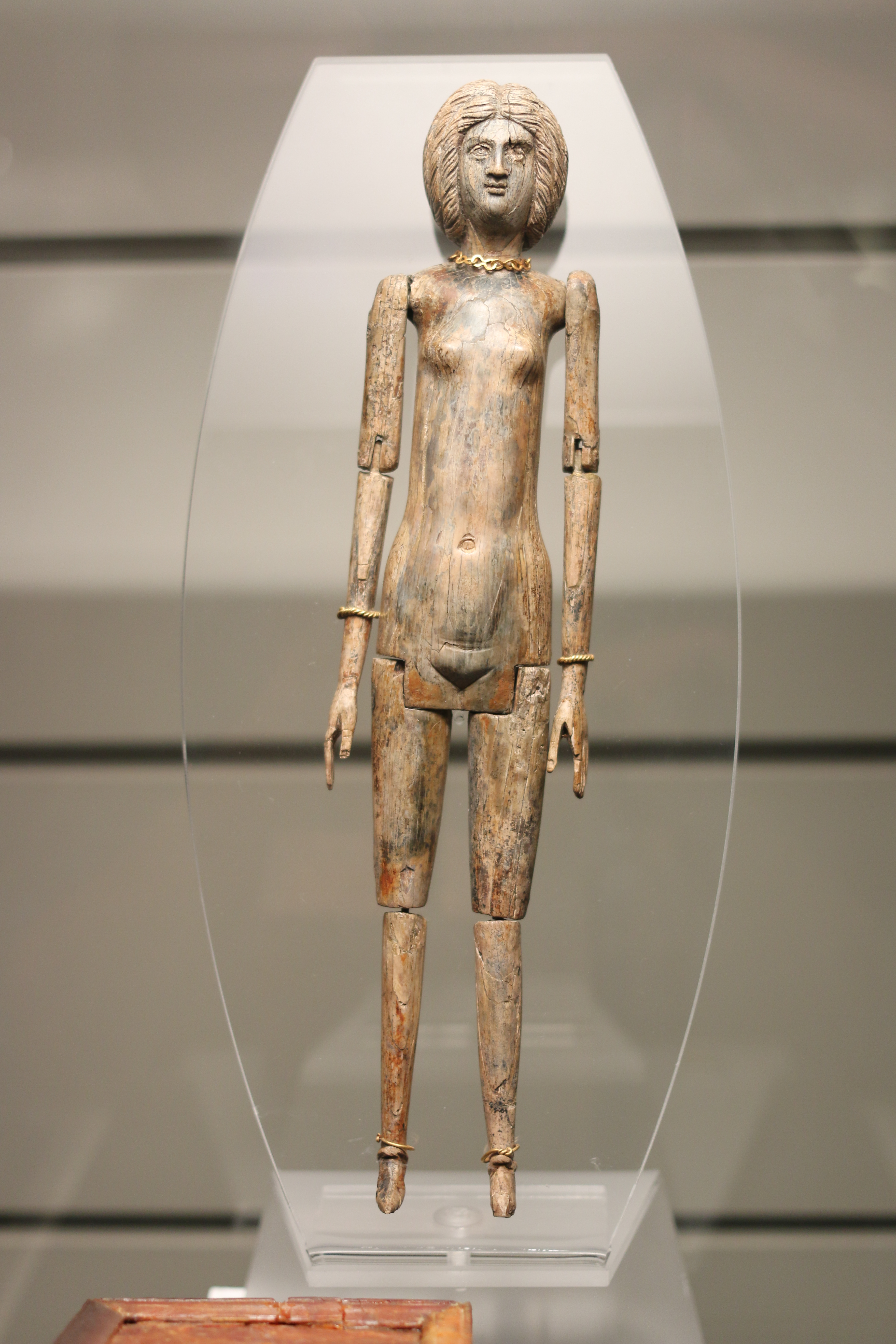
Muñeca articulada de marfil. Museo Nazionale Romano, Palazzo Massimo alle Terme, Roma.

Las muñecas articuladas datan de antes del 200 AEC, con muñecas articuladas de cerámica, madera o marfil de la antigua Grecia y Roma, como por ejemplo la muñeca de Ivori.
Las muñecas articuladas con bolas de la era moderna aparecieron en Europa Occidental a finales del siglo XIX. Desde finales de ese siglo y comienzos del siglo XX fabricantes alemanes y franceses crearon muñecas de porcelana con cuerpos con cuerdas y articulaciones de bolas. Estas muñecas medían entre 15 centímetros y un metro y se las considera hoy en día antigüedades de coleccionista.

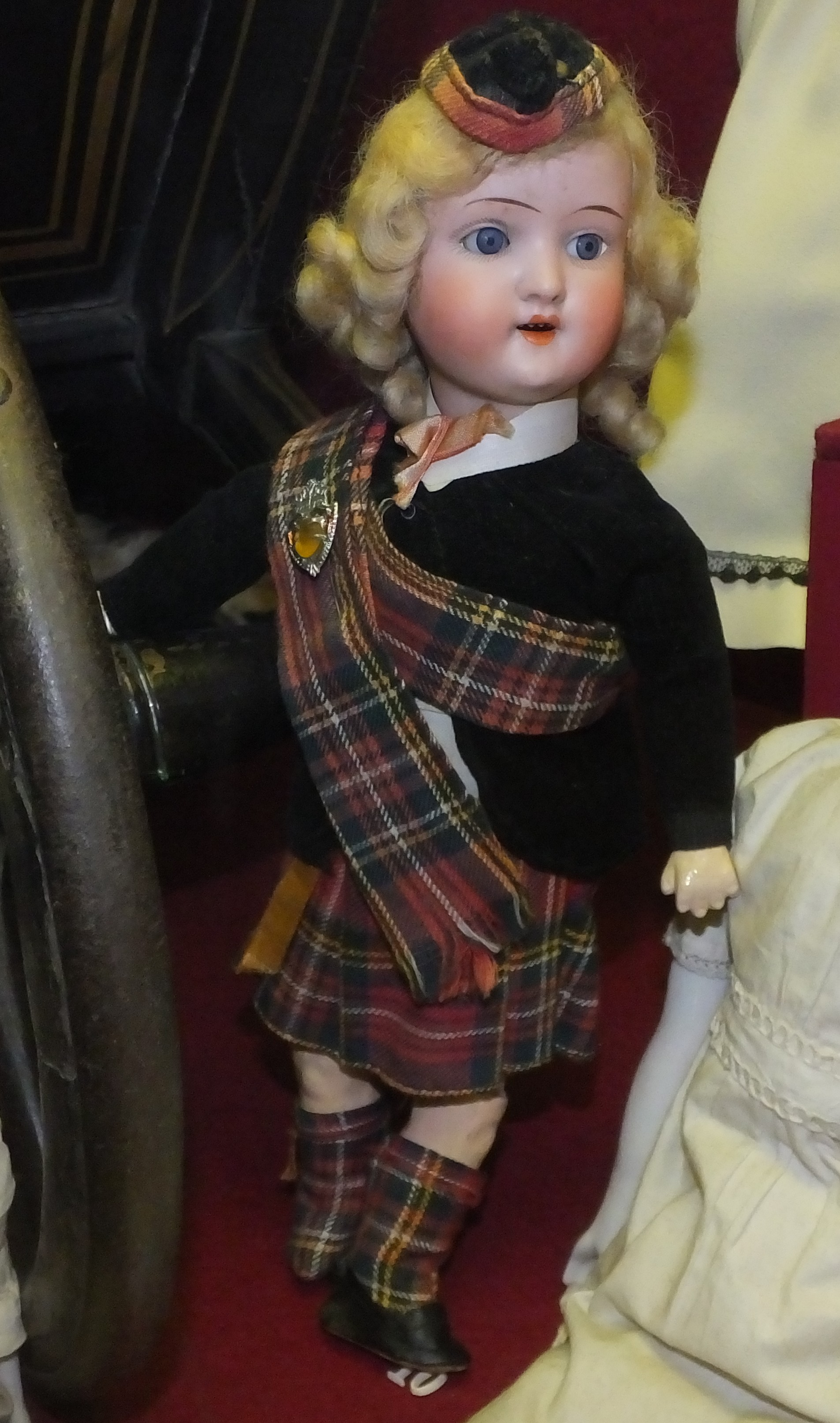
Muñeca de porcelana. Guildhall Museum Collection.

Durante la década de los 30 el artista alemán Hans Bellmer creó muñecas con articulaciones de bolas que usaba en su fotografía y otro arte surrealista. Bellmer introdujo la idea de la fotografía de muñecas como arte, algo que continúa hoy en día con los artistas japoneses y la gente que participa en la comunidad de BJD.
Influenciados por Bellmer y por una rica tradición de muñecas en Japón, artistas japoneses empezaron a crear arte en forma de muñecas articuladas con bolas. Típicamente estas muñecas están hechas de porcelana también y normalmente son muy grandes, pueden llegar a medir 120 cm. Estas muñecas están creadas con el objetivo de ser arte y no para jugar o como hobby. Son muñecas muy caras que pueden costar entre miles a cientos de miles de euros en muñecas más antiguas de artistas famosos. Este arte en muñecas tiene una comunidad todavía activa en Japón y artistas regularmente publican libros con fotografías de sus muñecas.
El primer prototipo de BJD asiática nació de la mano del escultor jefe de la empresa japonesa Volks, llamado Akihiro Enku. Enku hizo una muñeca que rescataba el sistema de muñecas articuladas del siglo XIX, que se caracterizaba por las articulaciones de bola unidas por gomas elásticas. Él, en lugar de utilizar porcelana como en la antigüedad, decidió utilizar resina, un material que las hacía mucho más resistentes y versátiles, además de tener un toque personal y más moderno.
Esta muñeca la fabricó Enku como regalo para su esposa, pero a Volks le gustó tanto que decidieron hacer una producción comercial, creando así una nueva línea de muñecas de resina de 60 cm a las que llamó Super Dollfie. Su primer lanzamiento fueron las cuatro hermanas en 1999, asentando las bases de un nuevo mercado de muñecas articuladas de resina modernas.
Más tarde aparecieron las primeras marcas de muñecas BJD fuera de Japón. Corea fue el primer país en comercializar sus propias muñecas, con marcas como LUTS o Custom House. Se considera el año 2003 como el año en el que comienzan a nacer comercialmente para todo el mundo las marcas coreanas. Este país acabará convirtiéndose en el principal creador y exportador de BJD. Actualmente China también cuenta con una importante producción de muñecas, entre ellas, tenemos una de las más representativas de este país, DOLLZONE. Además, existen varias marcas fuera de Asia, como en EE. UU..

## Características Generales

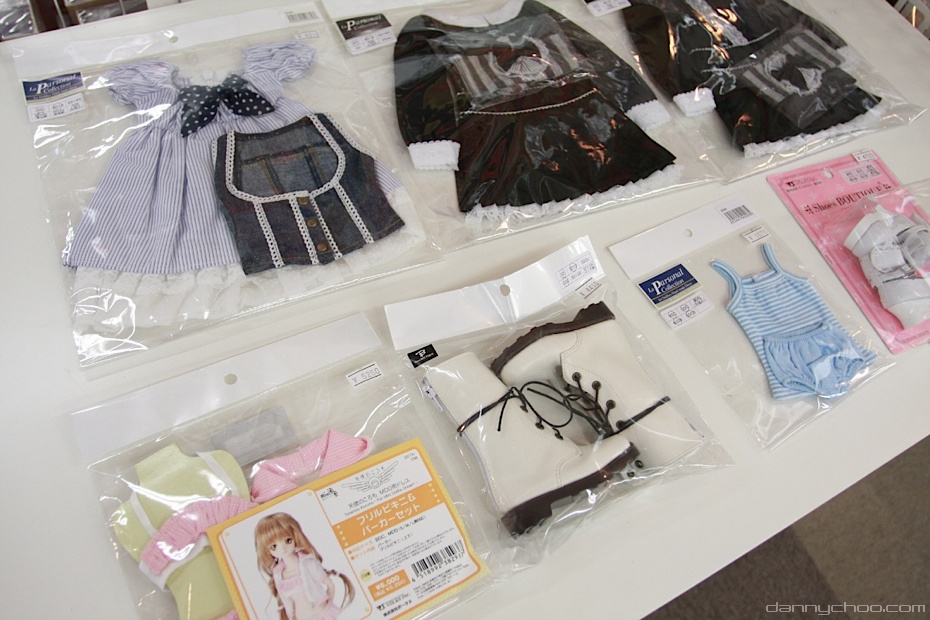
Ropa y zapatos en tienda de Volks en Akihabara, Tokio.

Las BJD actuales están enfocadas a un público coleccionista adulto y muchas veces a un sentido artístico que busca explotar todas las posibilidades de estas muñecas personalizables: su customización con maquillajes, modificaciones, fotografía, costura...
El precio de estas muñecas oscila entre los 100€ a los 1700€, imitan al ser humano en su mayoría aunque también cuentan con modelos animales (tanto mascota de cuatro patas como muñecas con cabeza de animal) y con un sinfín de estilos según cada marca, existiendo así desde muñecas más puramente animadas o "puramente muñecas" a modelos de gran realismo.

### Material: La resina
En la actualidad se consideran BJD modernas de origen asiático aquellas que están hechas únicamente de resina. La resina utilizada en estas muñecas no es una resina natural, si no una derivación especial del plástico. El tipo de resina más común utilizado por las marcas es la de poliuretano, pero también existen casas que utilizan resina francesa o que utilizan mezclas especiales propias entre estos dos tipos.
La resina es un material fácilmente modificable. Aparte de por su dureza y fácil tratado, la posibilidad de poder modificarla a base de lijas la ha hecho el material esencial de las BJD, ya que permite la personalización al gusto del cliente hasta límites insospechados. Gracias a la resina tenemos la posibilidad de modificar a nuestro antojo rasgos o aspectos de cualquier muñeca.
El color de la resina determinará el color de la piel de la muñeca. En tiendas y de forma popular nos referimos al color de la resina como skin (piel). Cada tienda tiene distintos tonos de skin/piel/resina disponibles, pero los más populares son el Normal Skin (imita el color de una persona blanca/caucásica) o White Skin (color más pálido, blanco). Cada marca determina el color de sus propios tonos de resina (no existe un color común para todas las marcas), así también como sus nombres (ej: LUTS llama a su tono Normal Skin Real Skin y Volks como Pureskin normal). Aparte existen otros colores menos comunes en el mercado, como el color Tan (tono moreno de piel), color de piel afrodescendiente o colores fantasía. Incluso existen modelos que cuentan con piezas con transparencias (de resina transparente). Hasta hace poco los colores de piel Tan o más oscuros eran más difíciles de conseguir o de que se fabricaran, pero hoy en día más y más se ofrece una mayor variación de tonos de piel.
La resina aunque es resistente y manejable, tiene sus cuidados, y la base fundamental es no dejarlas nunca a la luz directa del sol, utilizar materiales abrasivos o grasos en ellas o exponerlas al tabaco. También hay que tener cuidado con algunas pelucas o ropa (especialmente aquella de colores oscuros) ya que puede teñir o manchar la muñeca. En la mayoría de los casos manchas de ese tipo se pueden quitar pero es mejor evitarlas.

### Articulaciones y montaje

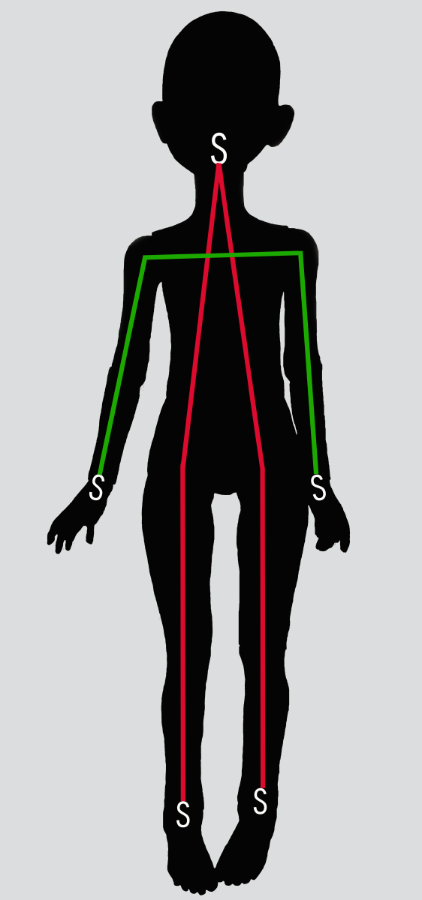
Sistema general de las gomas y ganchos en una BJD.

La característica general de los cuerpos de BJD es que están hechas de piezas con articulaciones estudiadas que se unen mediante gomas. El sistema es muy sencillo, una goma doblada por la mitad mantiene la tensión del cuerpo de la muñeca, desde la cabeza, pasando por el torso y hasta llegar a los tobillos y la otra se encarga de mantener unidos los brazos, de una muñeca a otra pasando por el torso.

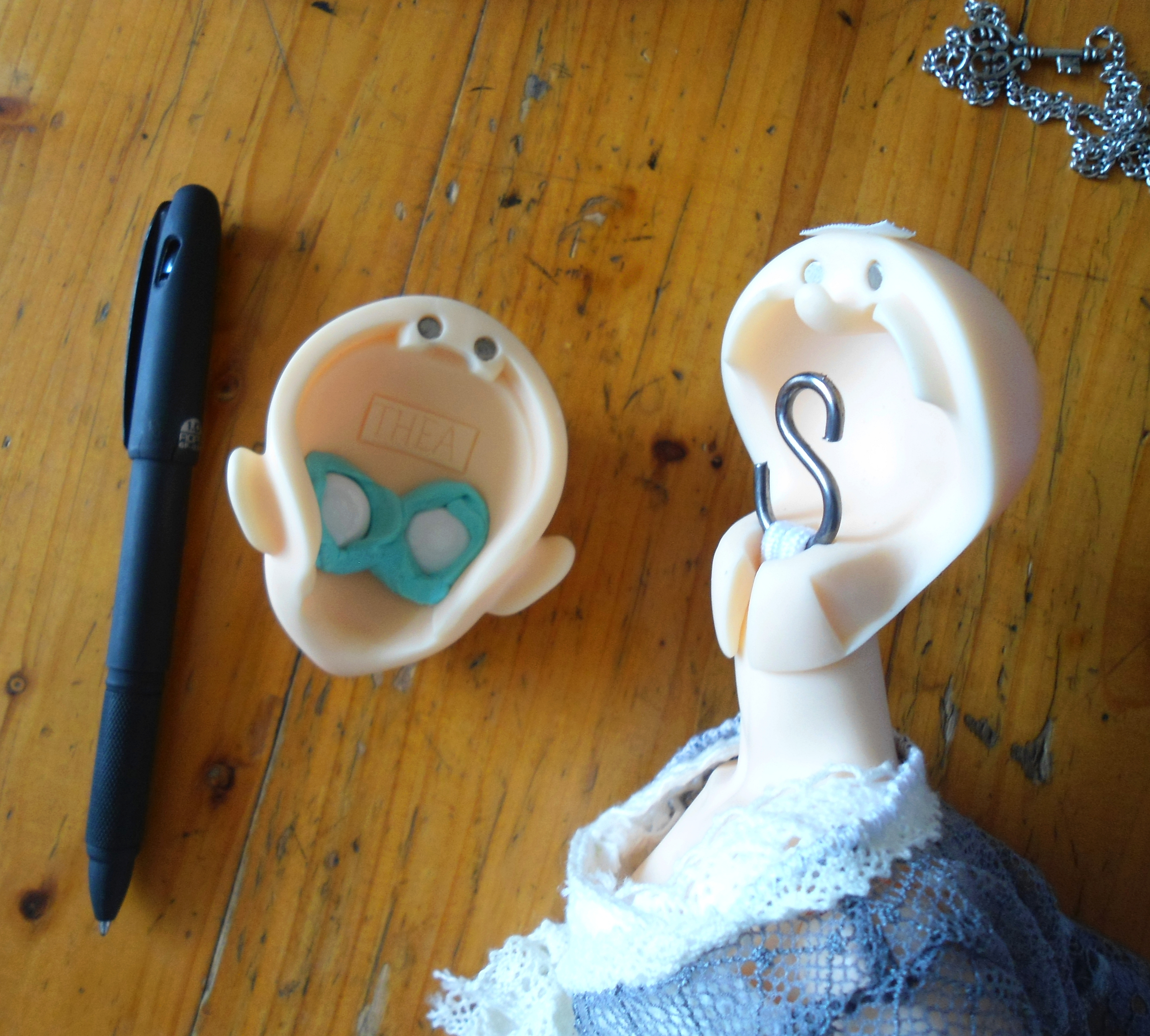
Sistema de fijación de los ojos en el interior de la cabeza usando masilla adhesiva.

En la actualidad los cuerpos de BJD están sometidos a una continua evolución y mejora por parte de las marcas y artistas. Los primeros modelos tenían articulaciones muy parecidas a las de bolas de las muñecas de porcelana del siglo XIX, pero actualmente la tendencia general es disimular y ocultar estas articulaciones en favor a un aspecto más natural y humano de la muñeca. Además se han implantado torsos de dos o varias piezas para conseguir más posabilidad, o la utilización de articulaciones dobles para un rango mayor de poses naturales.
Las cabezas generalmente suelen tener dos formas de unión, o bien tienen una tapa en la parte trasera que se puede quitar y poner (tanto para cambiar los ojos como para desmontar la cabeza del cuerpo) o bien tienen un sistema de faceplate, esto es el sistema opuesto en el que se quita la cara (como en la imagen de la derecha). En ambos el método de sujeción más común es el de los imanes.
Las manos tradicionalmente vienen con ganchos al igual que el resto de puntos de sujeción de las cuerdas, sin embargo hay casas que también usan imanes para que se puedan cambiar las manos por otras de forma mucho más fácil. Así mismo también se está convirtiendo en algo usual que las casas añadan parches de silicona en las articulaciones para que el rango de movimiento de la muñeca sea mayor. Esto también se debe a que mucha gente hace el hot glue a sus muñecas para una mejor y mayor posabilidad, esto es añadir pegamento caliente con una pistola en la zona de las articulaciones (también hay gente que usa fieltro) para una mayor estabilidad de la bola en el hueco de la articulación, sin embargo si las casas incluyen el método de la silicona se ahorra este paso en la gran mayoría de los casos.

## Tamaños
Una de las características del mercado de BJD es su catálogo de tamaños, que van desde los 10-30 cm para representar niños pequeños a las gamas de aspecto más adulto que pueden llegar hasta los 80 cm.
Cada marca determina la altura y proporciones de sus muñecas, pero a rasgos generales y para facilitar el mercado de accesorios y complementos, las marcas se basan en tres tamaños base:
- Tamaño 60 cm: En este tamaño se engloban los modelos más adultos. Se podrían considerar aquellos muñecos de 55cm en adelante.

- Tamaño 40 cm: En este rango, entran muñecos de aspecto adolescente. Se consideran muñecos de los 40 centímetros hasta los 47 centímetros.

- Tamaño 26 cm : Es el tamaño que oscila alrededor de los 30 cm son las que representan niños.

- Tamaño Tiny: Los muñecos más pequeños del mercado, por debajo de 30cm.[14] Representan niños de corta edad. En este tamaño se encuentran la mayoría de los muñecos no-humanos o conocidos como "mascota", que representan animales.

Es muy común confundir el tamaño del muñeco con la escala ya que muchas marcas utilizan una escala incorrecta para la nomenclatura de sus muñecos. Podemos encontrar muñecas de 40 cm que estén en escala 1/4 (representarían adultos o adolescentes a partir de 1,60 m) pero también muñecas de 40cm que estén en escala 1/3 (representarían niños de 1,20 m).  En general podemos encontrar a mucha gente llamando erróneamente muñecas 1/3 a las muñecas adultas de 60 cm o más, 1/4 a las muñecas en el rango de los 40 cm y 1/6 a las muñecas comprendidas en los tamaños de 26 cm (1/6 es la escala que utilizan las muñecas tipo Barbie). En general hoy en día hay mucha diversidad por lo que a tamaño y aspecto al que representan. Puedes encontrar muñecas de 80cm que representan niñas pequeñas y muñecas de 30cm con cuerpo adulto similar a Barbie o Sindy.

## Personalización
También llamado customización.

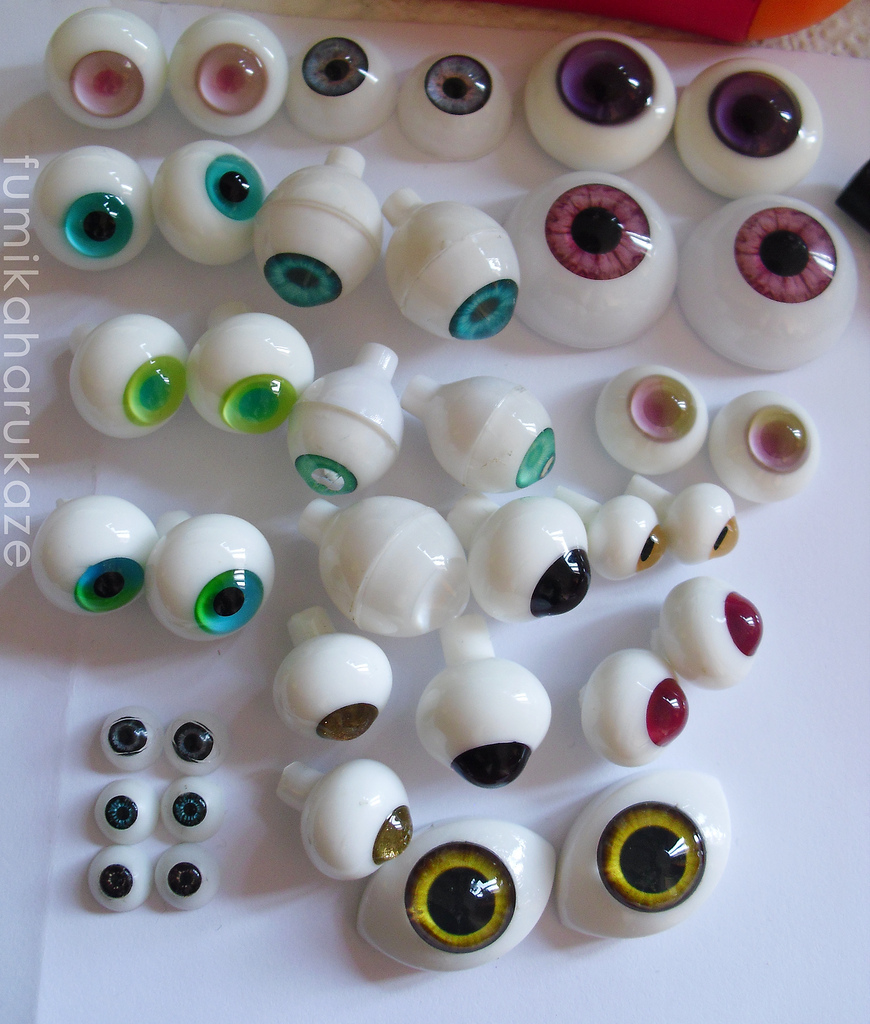
Ojos acrílicos y de cristal de diferentes tamaños.

Las BJD están pensadas para que sea el cliente quien personalice su muñeca a su gusto, empezando por cosas tan básicas como la peluca y los ojos, que son los factores principales de la amplia personalización de este tipo de muñecas.

Las cabezas de las BJD son huecas y con espacio para colocar los ojos nosotros mismos. Dependiendo del modelo y tamaño de muñeca necesitará un tamaño de ojos adecuado al tamaño de la cuenca del ojo. El tamaño se mide en milímetros. Normalmente la misma compañía en la que se adquiere la muñeca tiene información sobre el tamaño de ojos que lleva una muñeca específica. Muchas casas incluyen unos ojos con la compra de la muñeca pero siempre se pueden cambiar cuando se desee. Hay varios tipos de materiales que se usan en los ojos, como cristal, acrílico o silicona, entre algún otro. También hay compañías que ofrecen diferentes formas de ojos, redondos u ovalados son los más comunes; y también hay ojos realistas, ojos para animales, ojos fantasía, entre otros.

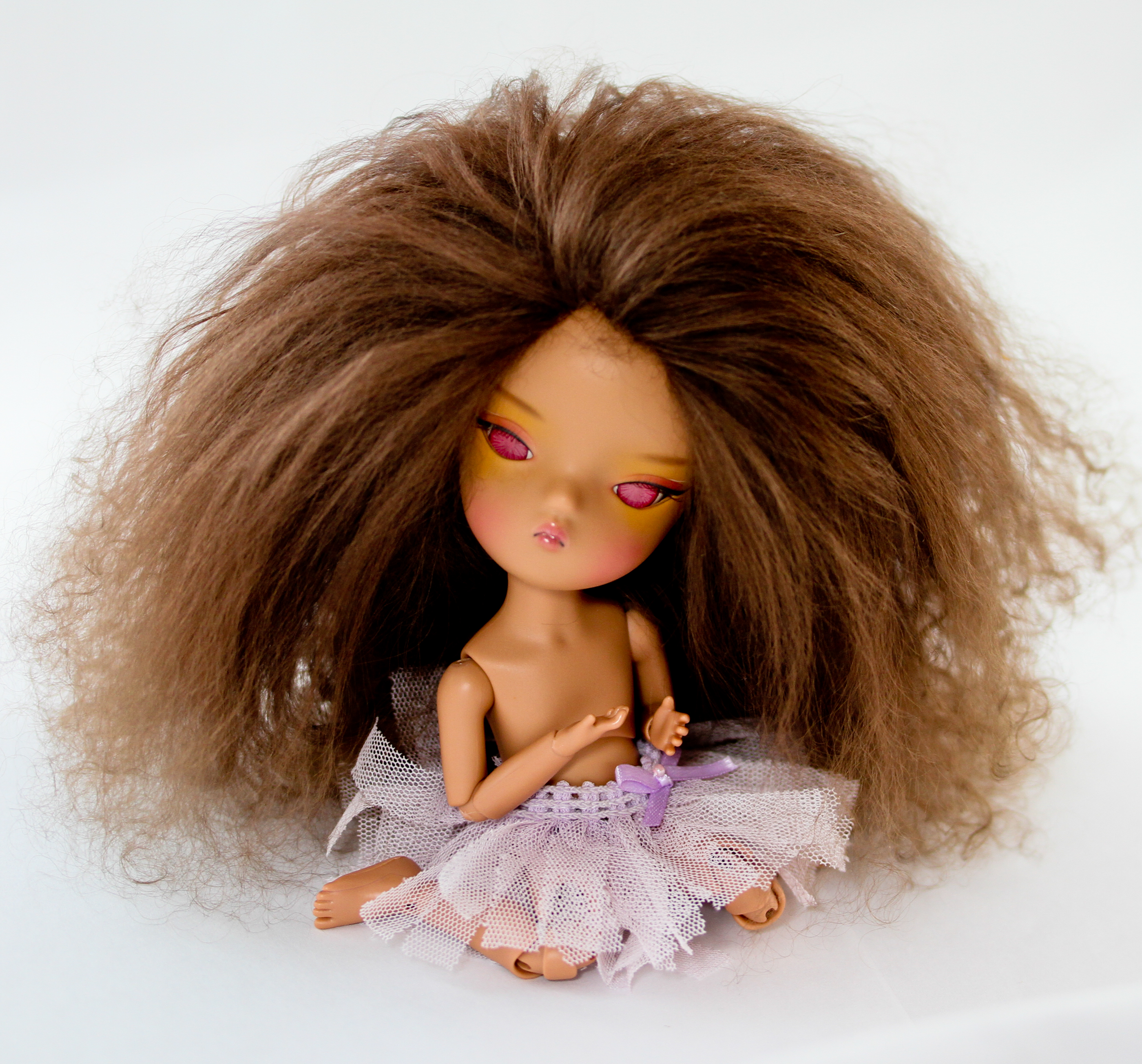
Ball joint doll de la casa Secretdoll con peluca hecha de angora.

Las muñecas vienen sin pelo cuando se adquieren, es decir, no llevan el pelo incrustado en la cabeza como las Barbie y muñecas tradicionales, sino que se le puede poner la peluca que se desee. Los materiales más comunes que se usan para la fabricación de pelucas son materiales sintéticos como la modacrílica o la angora sintética, pelo de peluche, o fibras naturales como el pelo de cabra de angora, de alpaca o de oveja. A pesar de lo que generalmente se asume las pelucas de pelo humano no son comunes aunque existen. El pelo humano es caro (si se piensa en adquirirlo) y no es muy fácil trabajar con él.
Con el maquillaje se da a las BJD su rostro, sus expresiones y detalles propios. Estos maquillajes se hacen siempre con materiales adecuados a la resina: pinturas acrílicas nunca grasas u oleos, pasteles tampoco grasos para dar sombras, aerógrafos también con pintura acrílica o lápices acuareables. La resina nos permite borrar el maquillaje y repetirlo las veces que sean necesarias siempre usando el producto adecuado para quitarlo, lo que se suele usar es el thinner. Además se usa un barniz para sellar el maquillaje y que no se quite, se usan varias capas de este producto en la creación de un maquillaje, tanto antes como durante como para finalizar. A pesar de esto el maquillaje con el tiempo y dependiendo del cuidado de la persona se puede estropear o puede desmejorar por lo que en general no es un maquillaje permanente aunque fácilmente puede durar años. Los barnices más comunes usados para sellar son el MSC (Mr. Super Clear), el Citadel y el barniz Vallejo. Algo muy importante a tener en cuenta cuando se usan estos barnices es que son tóxicos por lo que se requiere equipamiento especial para su uso. La exposición continuada a estos productos puede provocar serios problemas respiratorios crónicos. El barniz siempre debe usarse en el exterior o en un lugar muy bien ventilado sin personas o animales alrededor (pero muy preferiblemente en el exterior).

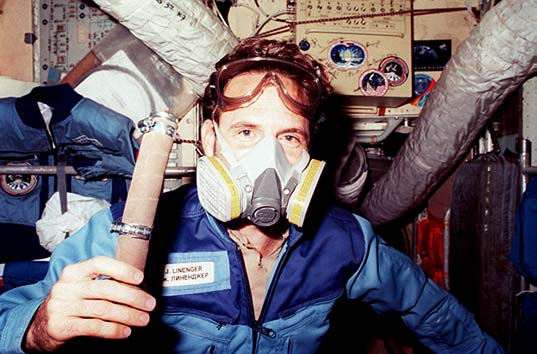
Ejemplo de respirador de media cara con filtros y gafas protectoras. En este caso no lleva los filtros de partículas o los retenedores que también son necesarios en el caso del uso del barniz.

La equipación necesaria para usar uno de estos barnices incluye:
- Máscara de media cara o cara completa.
- Dos filtros para gas y vapores orgánicos. Estos cartuchos tienen una vida útil limitada de unas 48h aunque se puede alargar si en los momentos de no uso se guardan en un recipiente herméticamente cerrado, sin embargo por lo general no durarán más de una semana. Pasado ese tiempo no deberán usarse más y se deberán usar unos nuevos. Si se tiene pensado en maquillar varias muñecas esperarse a tener cierto número para aprovechar el uso de los cartuchos.
- Dos filtros de partículas P2 (P1 también sirve) en la misma forma que los cartuchos, ya que van encima. Su vida útil es más larga, cuando cueste respirar con ellos es que deben cambiarse.
- Dos retenedores de plástico para mantener los filtros de partículas en su sitio.
- Unos guantes de nitrilo. Aunque esto es más opcional es muy recomendable ya que el barniz puede afectar a la piel, así que si piensa usar mientras se aguanta la muñeca es lo mejor.
- Gafas de protección. Esto también es más de carácter opcional, pero es muy útil especialmente si se usa el barniz en el exterior y hay algo de aire. Si se ha adquirido una máscara de cara completa las gafas no son necesarias ya que esa máscara ya incluye protección de los ojos.

Además si una persona tiene pensado hacer modificaciones de algún tipo a una muñeca que incluya el uso de una lija es necesario usar una máscara desechable P2 o P1 ya que el polvo de la resina también es tóxico y puede dañar el sistema respiratorio a la larga. La vida útil de este tipo de máscara es similar a la de los filtros de partículas.
Lo habitual es que la mayoría de compañías ofrezcan las muñecas con o sin maquillaje. Al maquillaje de una casa se le llama maquillaje por defecto ya que todas las personas que lo soliciten reciben el mismo maquillaje. Generalmente el maquillaje implica una tarifa extra sobre el precio total de la muñeca. Es muy recomendable que antes de decidir a maquillar a una muñeca uno mismo se informe detalladamente de todos los materiales necesarios y de los pasos a seguir para asegurar que no se lastima la resina de la muñeca o la salud de la persona realizando el maquillaje.

## Recast
Los recast son copias de una muñeca o partes de una muñeca articulada. Se hacen a partir de la creación de moldes de muñecas existentes. Si se realizan sin el permiso expreso del artista o compañía original (como suele ser habitual) se trata de copias ilegales que vulneran la propiedad intelectual de los creadores.
Existen personas, principalmente en China, que se dedican a este tipo de copia y venta. En la comunidad de BJDs alrededor del mundo existen problemas entre aquellos que apoyan a los recast y aquellos que están en contra. Se les suele denominar Pro-recast a aquellas personas que apoyan o tienen recast en su posesión y Anti-recast o Pro-artista a aquellos que se oponen a esta práctica.
Se debe tener cuidado a la hora de comprar en ciertos lugares si no se quiere comprar un recast. En muchas ocasiones están etiquetados como tal, pero hay lugares en los que es ambiguo o se omite directamente esta información. Se ha de evitar lugares como Ebay, Amazon o Aliexpress por ejemplo y siempre comprar o bien directamente de las marcas o de intermediarios verificados, así como en mercado de segunda mano, siempre y cuando el vendedor disponga del certificado de autenticidad de la muñeca. Hoy en día la gran mayoría (por no decir todas) las marcas de BJD incluyen un certificado o tarjeta de autenticidad con la compra de una de sus muñecas, de esa manera si luego se vende en el mercado de segunda mano el comprador puede saber que efectivamente se trata de una muñeca original de la marca y no de una copia. Hay muñecas más antiguas que no tienen estos certificados, pero es cada vez más raro. Hay algunos recasteadores que también copian los certificados de autenticidad en cuyo caso la mejor forma de averiguar si es original o no es por la calidad del certificado, los colores de éste, las fechas, la fuente o letra usada o números de serie que no corresponden con el del molde de la muñeca.
Se puede encontrar más información así como una lista de comunicados de diferentes marcas sobre los recast en el foro internacional DoA (en inglés).

## Marcas
Actualmente existen más de 100 marcas de BJD, en su mayoría de procedencia surcoreana y china. Estas marcas pueden ir desde marcas hechas por escultores independientes a marcas de renombre con un gran reconocimiento en el mercado.
Son tres los principales países creadores de BJD:
- Japón: Aunque es el país natal de la marca creadora de las BJD, Volks, es el país asiático con menos marcas en la actualidad. Volks es su marca más importante. A destacar está Alchemic Labo[17] creador de las famosas Unoa, y Alice in Labyrinth[18] como artista independiente de cabezas.

- Corea: Actualmente es el país con más marcas en el mercado. Fue el primer país en realizar BJD fuera de Japón y Volks. Sus primeras marcas fueron LUTS y Custom House.

- China: Es la que más tarde ha empezado su andadura en el mundo de las muñecas articuladas. Su marca más famosa es Dollzone.[19]

- Fuera de Asia: Existen artistas independientes en Estados Unidos y Europa. En España cabe destacar a Irrealdoll, Atelier Momoni, Merry Doll Round, Little Rebel y Magic Mirror Studio, entre otros.

## Lista de marcas de BJD
Lista del foro internacional de BJD Den of Angels (DoA).